# Erbéviller-sur-Amezule
Ne doit pas être confondu avec Herbéviller.
Erbéviller-sur-Amezule est une commune française située dans le département de Meurthe-et-Moselle en région Grand Est.

## Géographie
C'est à Erbéviller que l'Amezule prend sa source. Le territoire de la commune est limitrophe de 4 communes.
|            | Mazerulles             |            |
| Champenoux | Erbéviller-sur-Amezule | Sornéville |
|            | Réméréville            |            |

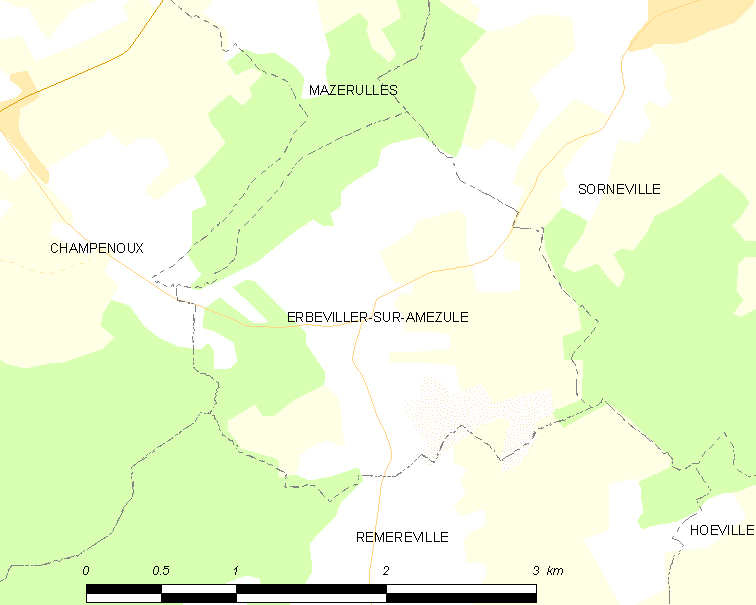
Carte de la commune.
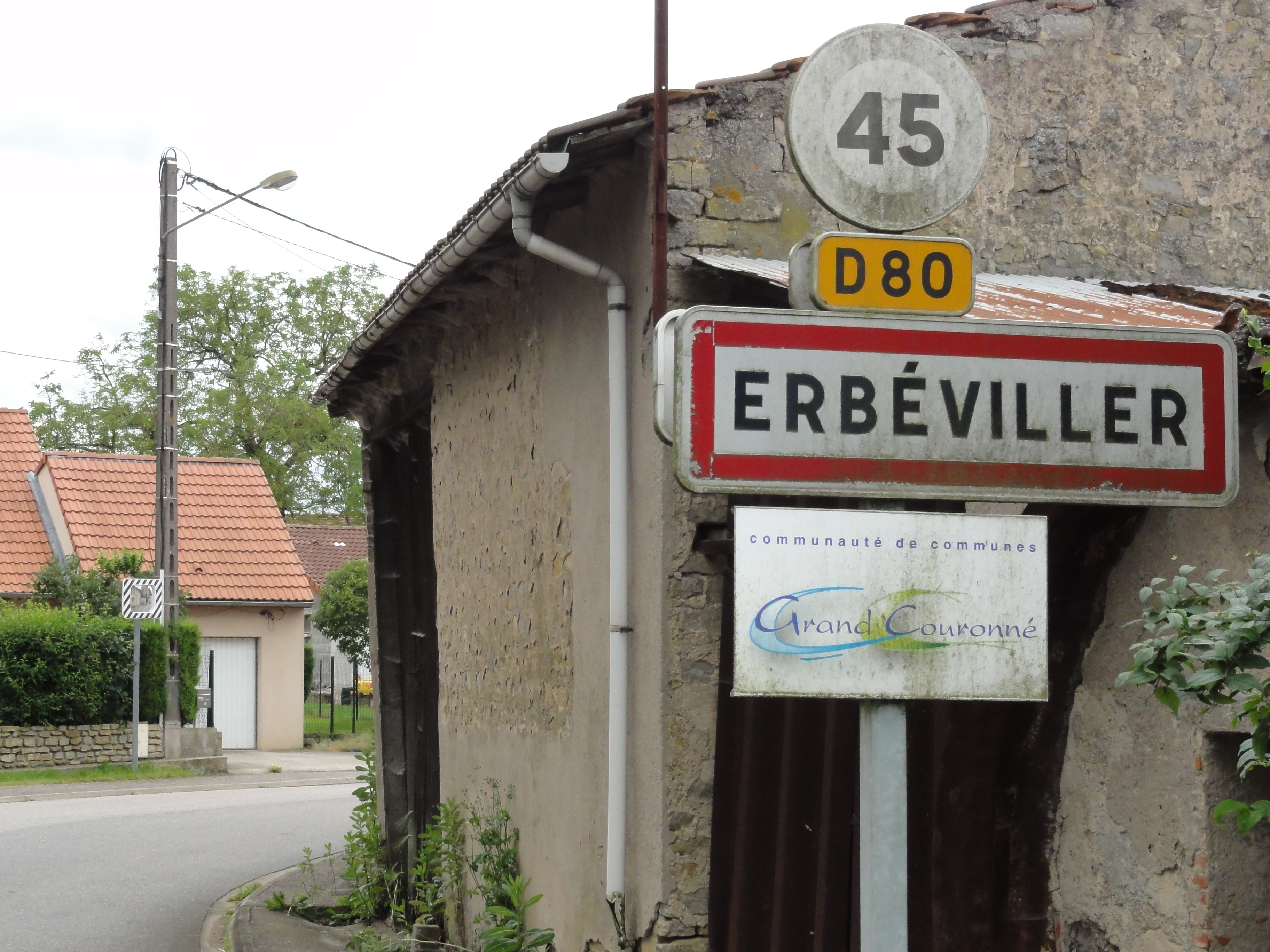
Panneau d'entrée Erbéviller.
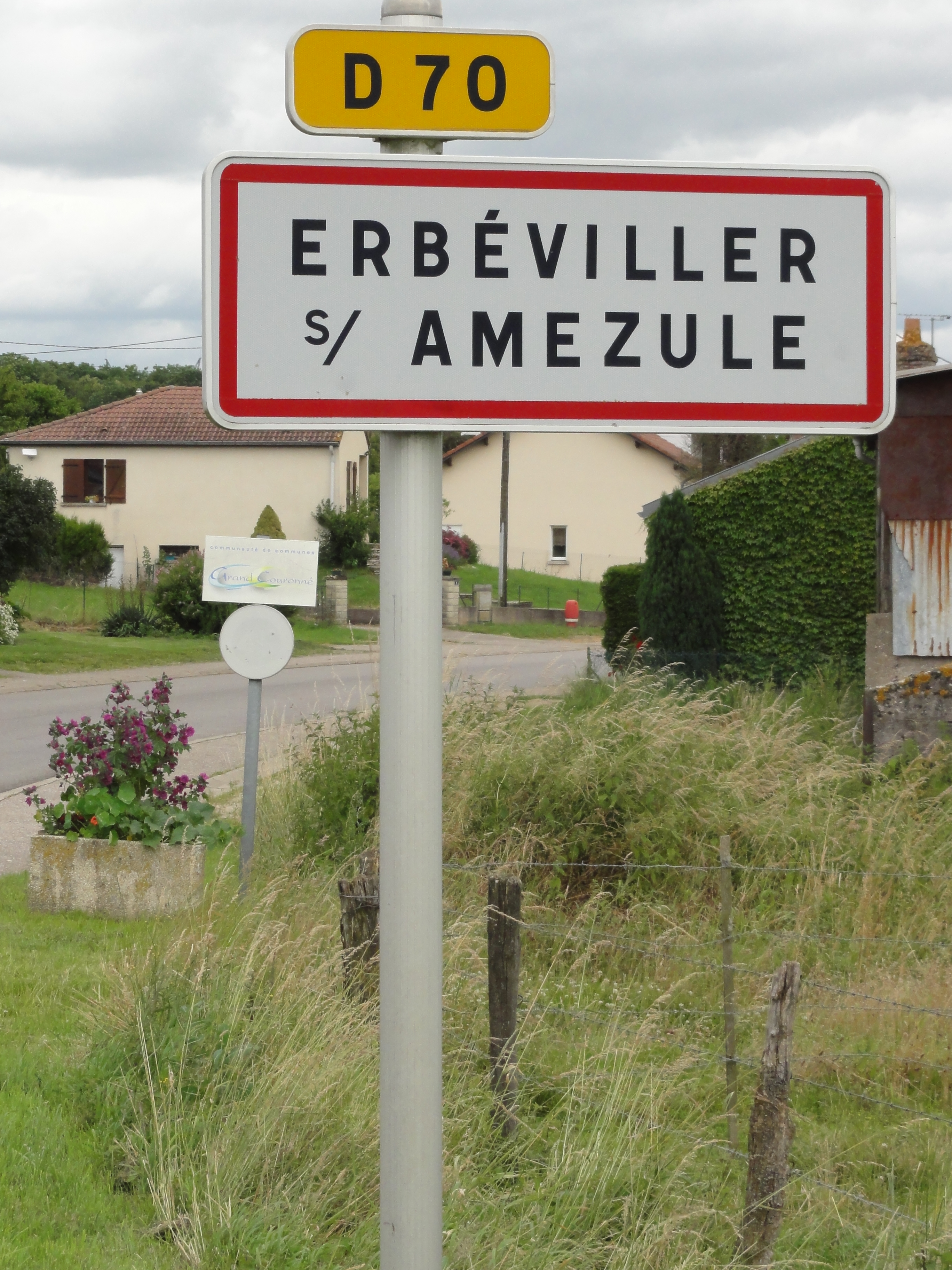
Panneau d'entrée Erbéviller-sur-Amezule.
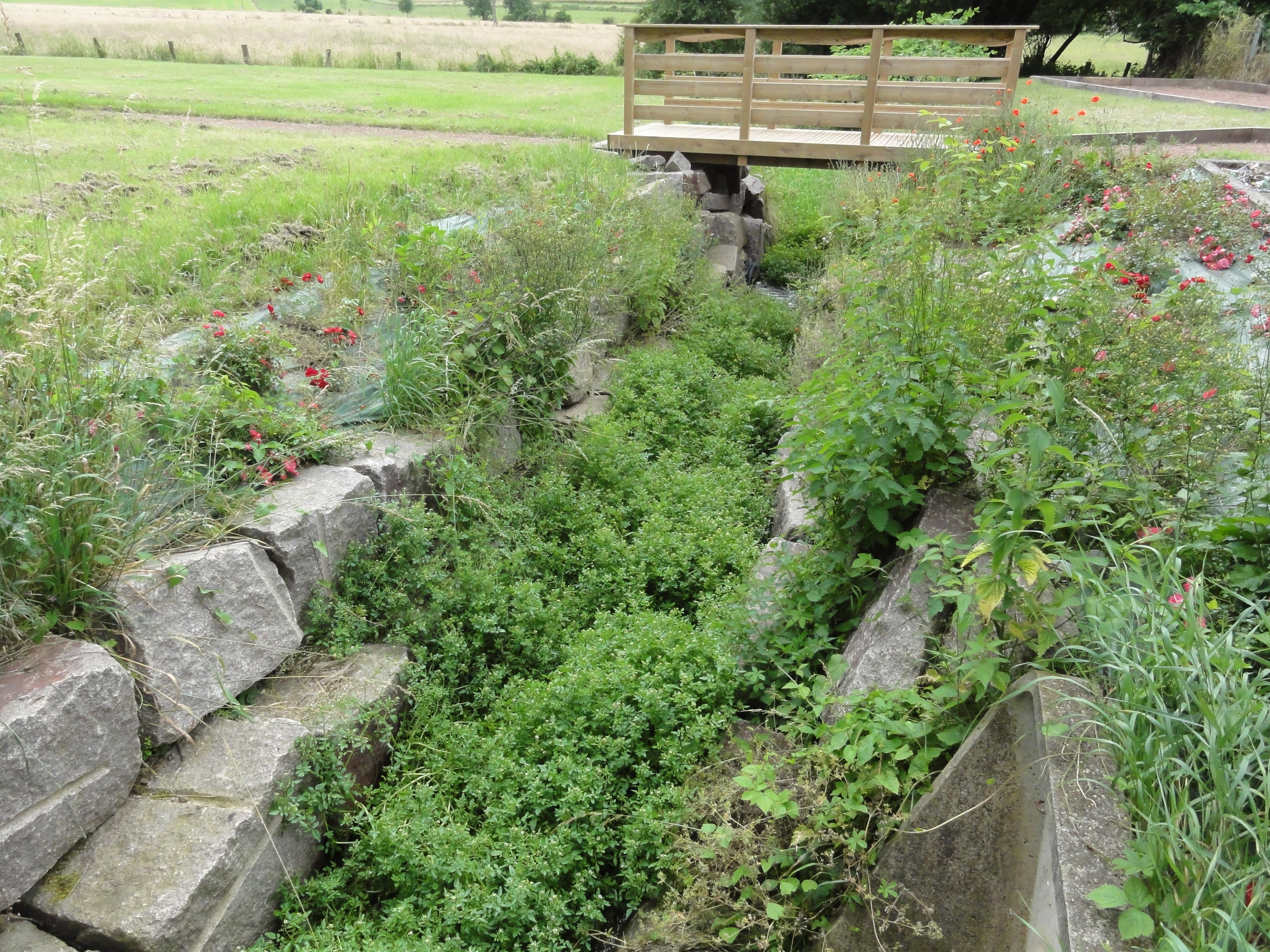
Source de l'Amezule.

### Hydrographie
La commune est dans le bassin versant du Rhin au sein du bassin Rhin-Meuse. Elle est drainée par l'Amezule et le Rupt de Geneve,.
L'Amezule, d'une longueur de 19 km, prend sa source dans la commune  et se jette  dans la Meurthe à Champigneulles, après avoir traversé douze communes.

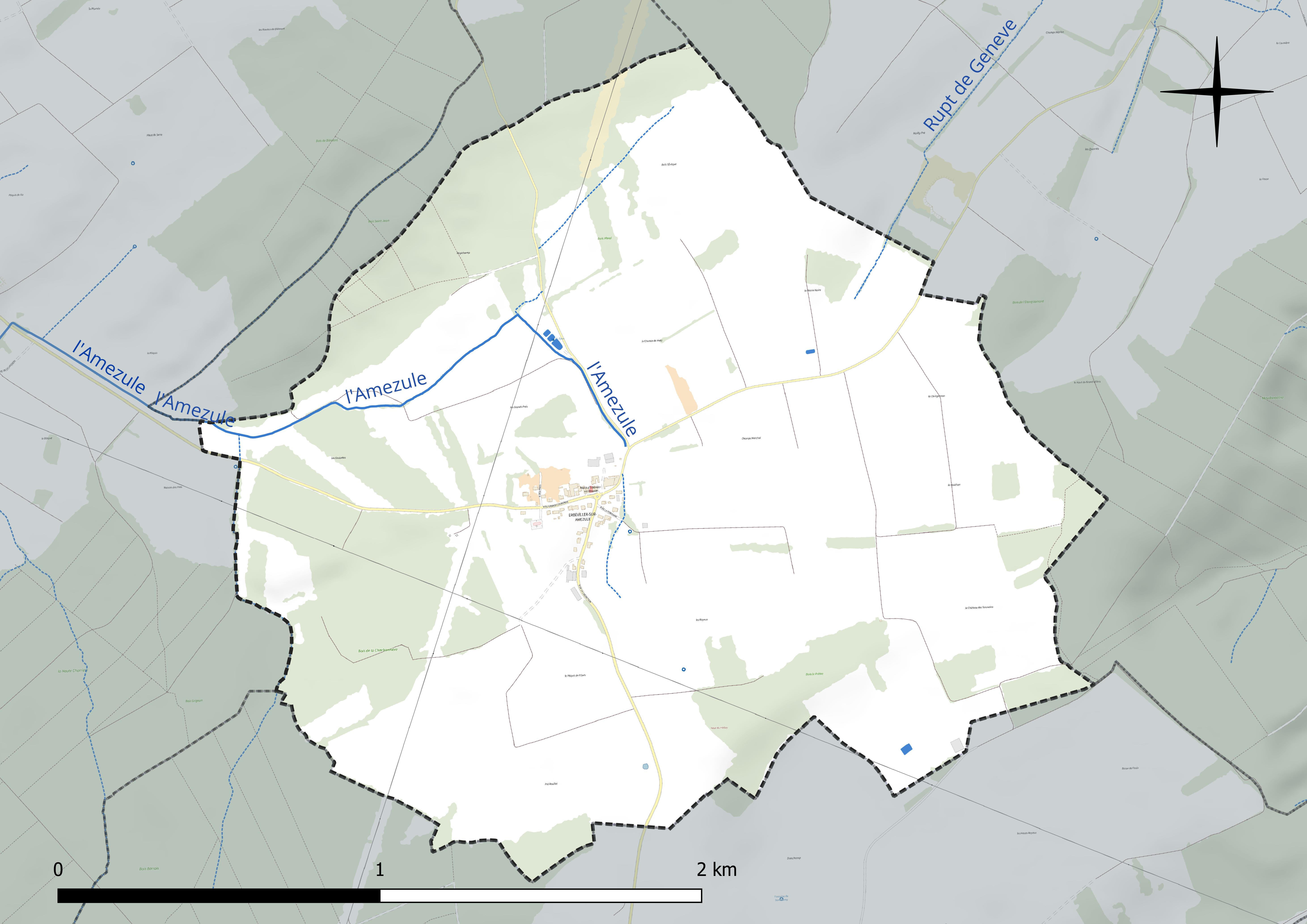
Réseau hydrographique d'Erbéviller-sur-Amezule.

### Climat
Pour des articles plus généraux, voir Climat du Grand Est et Climat de Meurthe-et-Moselle.
En 2010, le climat de la commune est de type climat des marges montargnardes, selon une étude du Centre national de la recherche scientifique s'appuyant sur une série de données couvrant la période 1971-2000. En 2020, Météo-France publie une typologie des climats de la France métropolitaine dans laquelle la commune est exposée à un climat semi-continental et est dans la région climatique  Lorraine, plateau de Langres, Morvan, caractérisée par un hiver rude (1,5 °C), des vents modérés et des brouillards fréquents en automne et hiver.
Pour la période 1971-2000, la température annuelle moyenne est de 9,5 °C, avec une amplitude thermique annuelle de 16,9 °C. Le cumul annuel moyen de précipitations est de 785 mm, avec 11,6 jours de précipitations en janvier et 9,4 jours en juillet. Pour la période 1991-2020, la température moyenne annuelle observée sur la station météorologique de Météo-France la plus proche, « Nancy-Essey », sur la commune de Tomblaine à 13 km à vol d'oiseau, est de 11,0 °C et le cumul annuel moyen de précipitations est de 746,3 mm. 
La température maximale relevée sur cette station est de 40,1 °C, atteinte le 24 juillet 2019 ; la température minimale est de −24,8 °C, atteinte le 21 février 1956,,.
Les paramètres climatiques de la commune ont été estimés pour le milieu du siècle (2041-2070) selon différents scénarios d'émission de gaz à effet de serre à partir des nouvelles projections climatiques de référence DRIAS-2020. Ils sont consultables sur un site dédié publié par Météo-France en novembre 2022.

## Urbanisme

### Typologie
Au 1er janvier 2024, Erbéviller-sur-Amezule est catégorisée commune rurale à habitat dispersé, selon la nouvelle grille communale de densité à sept niveaux définie par l'Insee en 2022.
Elle est située hors unité urbaine. Par ailleurs la commune fait partie de l'aire d'attraction de Nancy, dont elle est une commune de la couronne,. Cette aire, qui regroupe 353 communes, est catégorisée dans les aires de 200 000 à moins de 700 000 habitants,.

### Occupation des sols
L'occupation des sols de la commune, telle qu'elle ressort de la base de données européenne d’occupation biophysique des sols Corine Land Cover (CLC), est marquée par l'importance des territoires agricoles (78,7 % en 2018), une proportion identique à celle de 1990 (78,7 %). La répartition détaillée en 2018 est la suivante : prairies (42,6 %), terres arables (29,7 %), forêts (21,3 %), zones agricoles hétérogènes (6,4 %). L'évolution de l’occupation des sols de la commune et de ses infrastructures peut être observée sur les différentes représentations cartographiques du territoire : la carte de Cassini (XVIIIe siècle), la carte d'état-major (1820-1866) et les cartes ou photos aériennes de l'IGN pour la période actuelle (1950 à aujourd'hui).

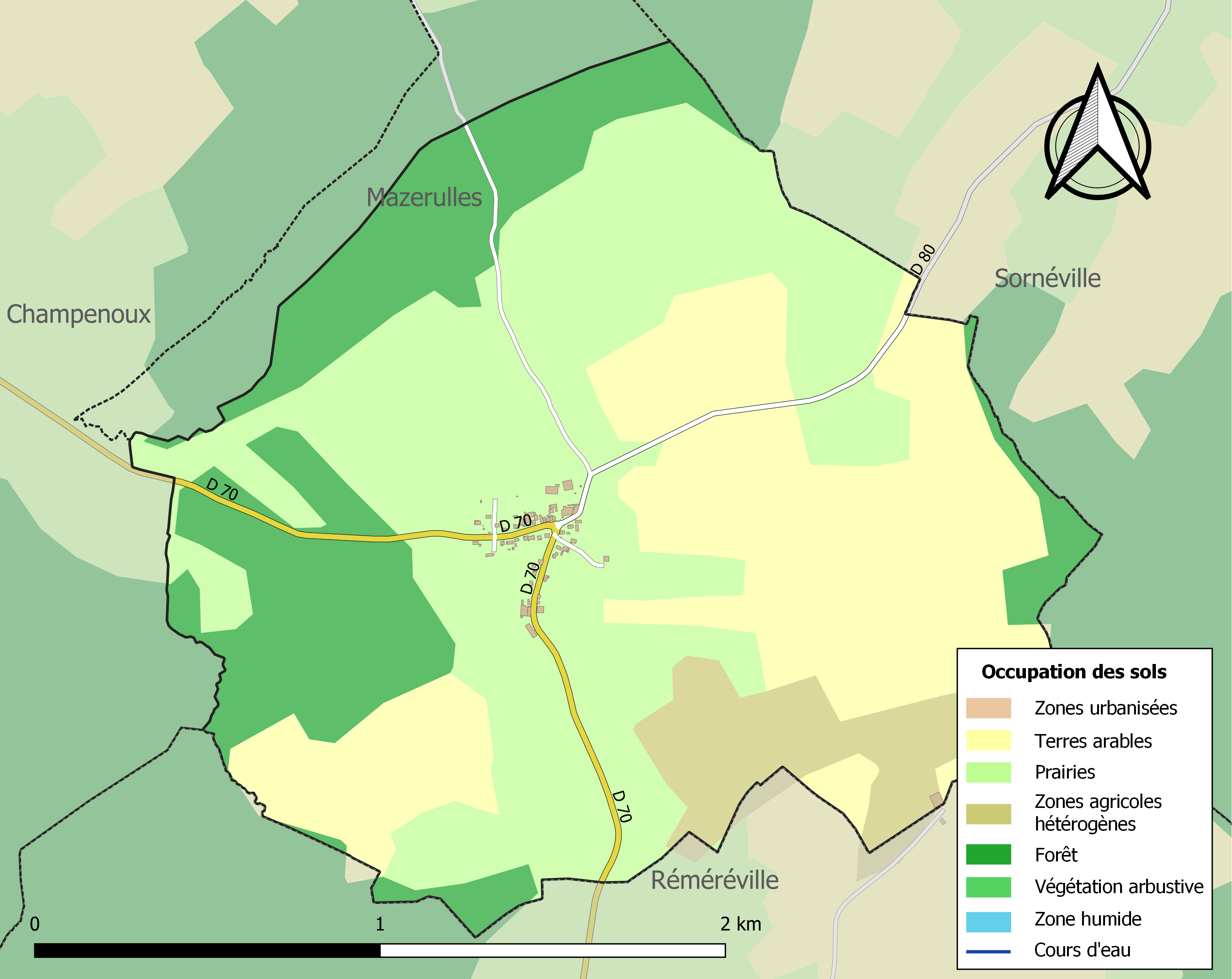
Carte des infrastructures et de l'occupation des sols de la commune en 2018 (CLC).

## Toponymie
Anciennes mentions : Arembeaviller (1284), Herbevilleir (1348), Erbelviller (1420), Erbervilleir (1424), Erbeviller-lès-Réméréville (1621), Erbévillé-lès-Réméréville (1756), Erbévillers (1793), Erbéviller-sur-Amezule (décret du 2 février 1932).

En lorrain roman : Erbèvller.
Il s'agit du nom de personne Arembert + villare[réf. nécessaire].

## Histoire
- Présence gallo-romaine.
- 1333 : Aymars, évêque de Metz engage en garantie d'un prêt, la moitié de plusieurs bans et mairies dont ceux d'Erbéviller[16].
- 1409, 27 juillet : lettres par lesquelles Gérard de Haraucourt et Henri d'Ogéviller, tous deux chevaliers, déclarent avoir reçu 500 florins du Rhin de Raoul de Coucy, évêque de Metz, et l'avoir remis (l'évêque ?) en jouissance du tiers des villes de Bezainge-la-Grande, Remeville, Bussencourt, Vellene et Erbéviller qui avaient été engagé pour garantir diverses sommes d'argent prêtées aux prédécesseurs dudit Raoul[16].
- 1413 : un acte d'accompagnement entre Raoul de Coucy, évêque de Metz, et Charles de Lorraine mentionne le village[17].
- 1571, le 13 septembre : pour éviter les conflits de juridiction entre le duché de Lorraine et l'évêché de Metz, un traité décide que la Lorraine aura le ban de Réméréville comprenant Beaufort (Gellenoncourt), Cercueil (Cerville), Buissoncourt, Erbéviller et Réméréville[18].

- 1591, le 14 décembre : Réméréville est le chef-lieu d'une mairie comprenant Buissoncourt, Cercueil (Cerville), Erbéviller, et Beaufort (Gellenoncourt ?). Le duc de Lorraine donne l'ensemble à l'évêque de Metz en échange de Marsal[19]. Selon une autre source, l'échange aurait eu lieu le 14 décembre 1593 et concernerait un nombre de villages nettement plus importants[20].

- 1527 : le duc Antoine de Lorraine achète le bois de la Tuxenière, commune d'Erbéviller[19].
- 1589 : Clément Jobal cède au duc Charles III de Lorraine un gagnage situé à Erbéviller[19].
- 1621 : on recense 22 ménages avec 6 laboureurs. Les autres habitants sont manouvriers[19].
- 1789 : le village fait partie du bailliage de Vic, principauté épiscopale de Metz[21].
- En juin 1879, la construction de la maison d'école est mise aux enchères[22].
- En avril 1895 et sur proposition du préfet, la commission départementale des chemins vicinaux déclasse le chemin de Hoéville à Erbéviller[23].
- 1853 : la cure est annexe de Champenoux[19].
- 1914 : dommages importants au cours de la guerre 1914-1918. Commune citée à l'ordre de l'Armée. Lors de l'occupation du village, un officier allemand se rendit involontairement célèbre. Pour se procurer de l'argent, il avait rançonné la mairie et lui remis le billet suivant : pour pénitence d'être suspect d'avoir tiré sur des sentinelles allemandes pendant la nuit du 22 au 23 août, j'ai reçu de la Commune Erbéviller 1000 (mille francs). Signé Baron (illisible) Aupt. Reit. Reig  La presse française s'empara de ce billet et l'officier fut la risée des journaux français de l'époque[24].
- 1927, le 8 janvier : le ministre de la guerre cite la commune d'Erbéviller à l'ordre de l'Armée[25].
- En novembre 1931, le conseil d'arrondissement émet un avis favorable à la demande du conseil municipal d'Erbéviller souhaitant modifier le nom de la commune[26]. Erbéviller devient Erbéviller-sur-Amezule le 2 février 1932.
- Le 26 novembre 1933 a lieu l'inauguration officielle de l'arrivée de l'électricité dans la commune[27].

## Politique et administration
| Période                                  | Période                   | Identité                                      | Étiquette | Qualité      |
| ---------------------------------------- | ------------------------- | --------------------------------------------- | --------- | ------------ |
| Les données manquantes sont à compléter. |                           |                                               |           |              |
| avant mai 1892                           | après avril 1910          | Charles Zabel                                 | ALP       |              |
| avant novembre 1910                      |                           | Jacques                                       |           |              |
| avant décembre 1928                      | après juillet 1936        | Masson                                        |           |              |
| avant mai 1948                           |                           | Louis Colin                                   | RPF       |              |
|                                          |                           |                                               |           |              |
| mars 1989                                | 2014                      | Joël Odille                                   | SE        | Agriculteur  |
| mars 2014                                | En cours (au 25 mai 2020) | Claude Renaud, Réélu pour le mandat 2020-2026 |           | Ancien cadre |

## Population et société

### Démographie
L'évolution du nombre d'habitants est connue à travers les recensements de la population effectués dans la commune depuis 1793. Pour les communes de moins de 10 000 habitants, une enquête de recensement portant sur toute la population est réalisée tous les cinq ans, les populations de référence des années intermédiaires étant quant à elles estimées par interpolation ou extrapolation. Pour la commune, le premier recensement exhaustif entrant dans le cadre du nouveau dispositif a été réalisé en 2008.

En 2022, la commune comptait 68 habitants, en évolution de −11,69 % par rapport à 2016 (Meurthe-et-Moselle : −0,13 %, France hors Mayotte : +2,11 %).
| 1793 | 1800 | 1806 | 1821 | 1831 | 1836 | 1841 | 1846 | 1851 |
| ---- | ---- | ---- | ---- | ---- | ---- | ---- | ---- | ---- |
| 71   | 85   | 105  | 113  | 126  | 110  | 118  | 120  | 130  |

| 1856 | 1861 | 1872 | 1876 | 1881 | 1886 | 1891 | 1896 | 1901 |
| ---- | ---- | ---- | ---- | ---- | ---- | ---- | ---- | ---- |
| 111  | 104  | 103  | 101  | 106  | 103  | 110  | 99   | 85   |

| 1906 | 1911 | 1921 | 1926 | 1931 | 1936 | 1946 | 1954 | 1962 |
| ---- | ---- | ---- | ---- | ---- | ---- | ---- | ---- | ---- |
| 80   | 67   | 50   | 37   | 41   | 44   | 32   | 39   | 55   |

| 1968 | 1975 | 1982 | 1990 | 1999 | 2006 | 2008 | 2013 | 2018 |
| ---- | ---- | ---- | ---- | ---- | ---- | ---- | ---- | ---- |
| 39   | 42   | 57   | 67   | 56   | 82   | 89   | 82   | 74   |

| 2022 | - | - | - | - | - | - | - | - |
| ---- | - | - | - | - | - | - | - | - |
| 68   | - | - | - | - | - | - | - | - |

## Culture locale et patrimoine

### Lieux et monuments
- Église Saint-Germain, reconstruite après 1918.
- Erbéviller ne possède pas de monument aux morts. Une plaque souvenir est fixée sur un mur dans la salle du rez-de-chaussée de la mairie et porte les inscriptions suivantes : AUGUSTE VELREITER - 1914-1918 avec la médaille militaire.
- Petit patrimoine : croix, fontaines, plaque de cocher, pompe-éolienne.

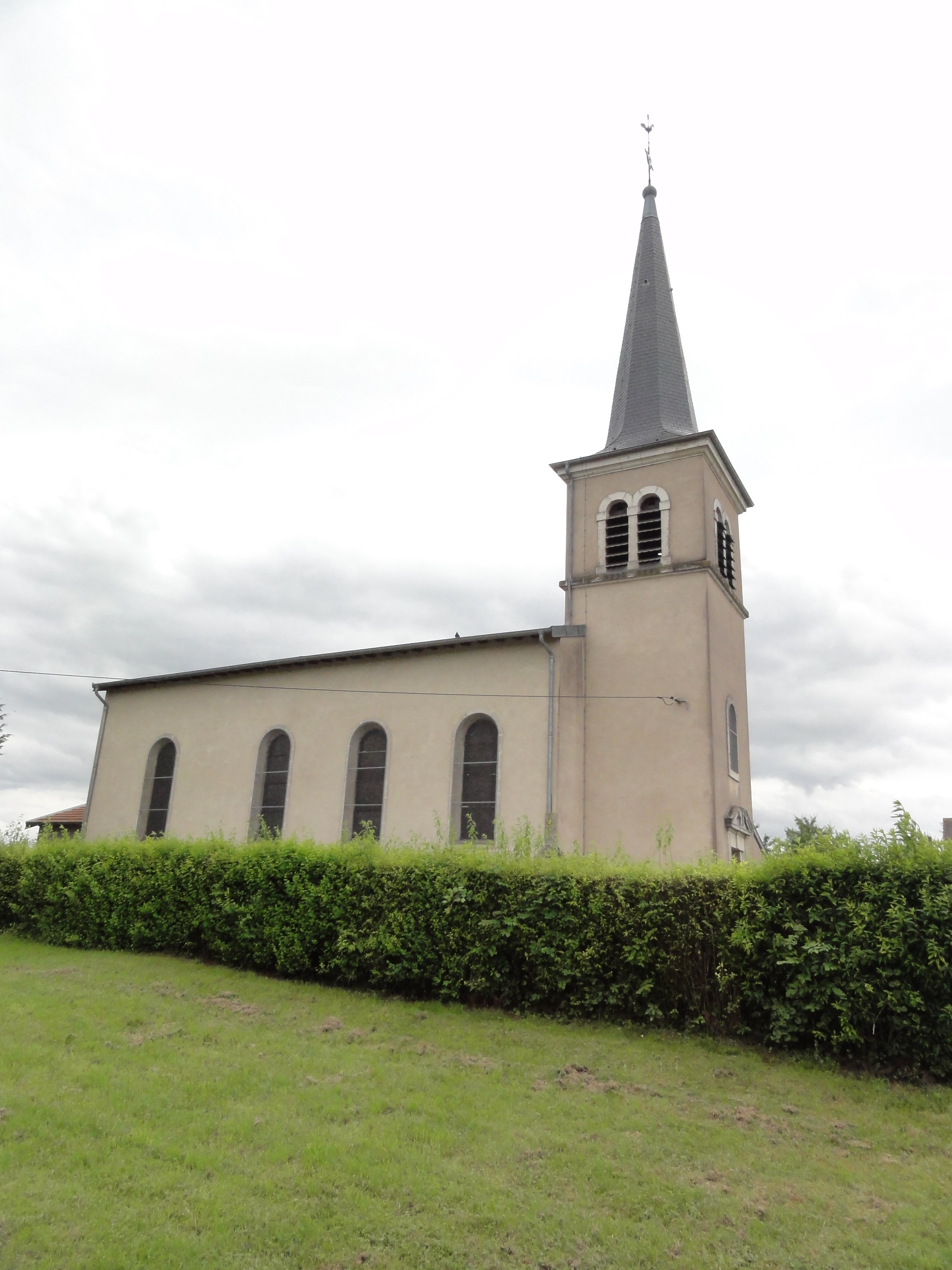
Église Saint-Germain.
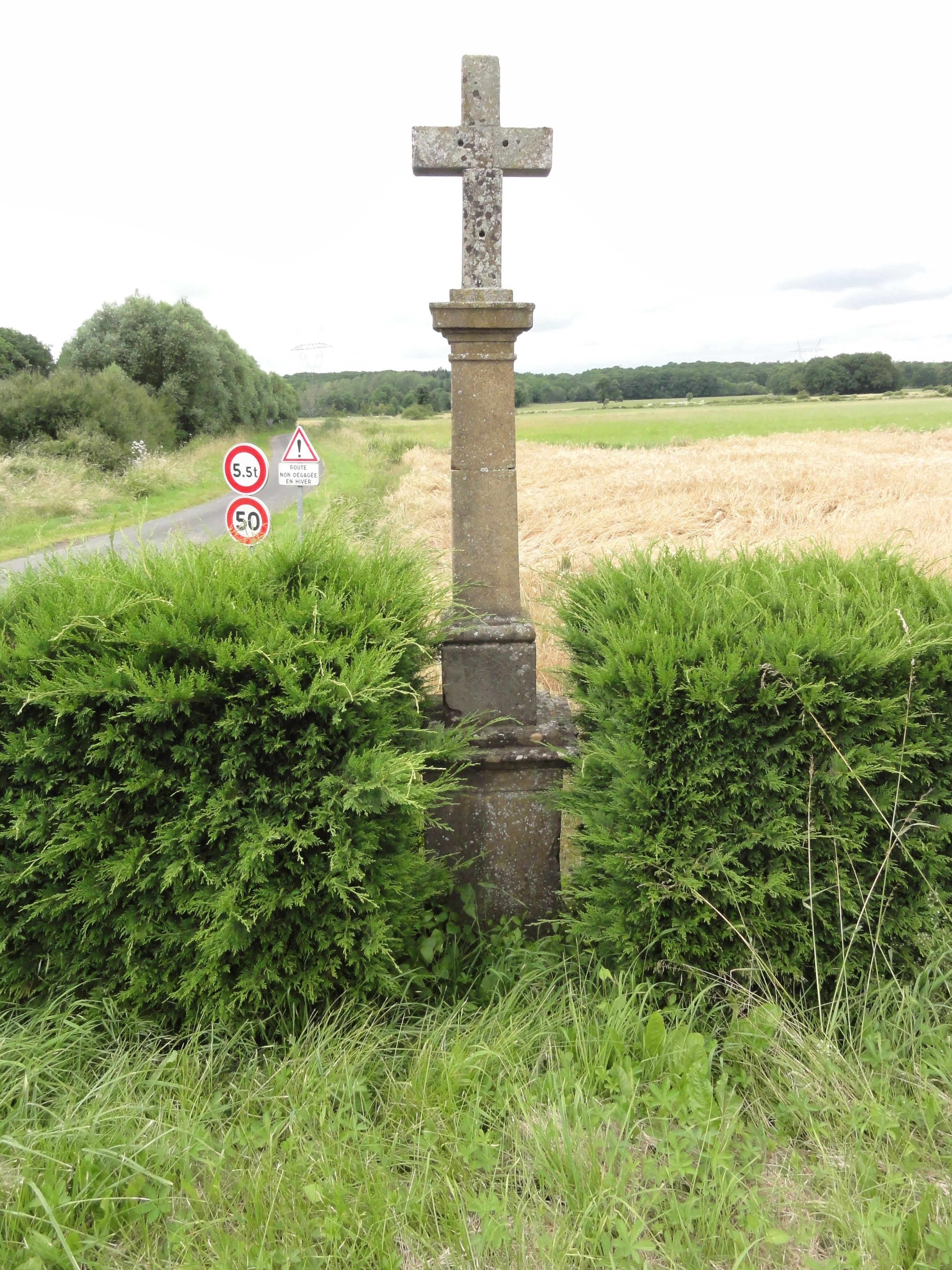
Croix de chemin.
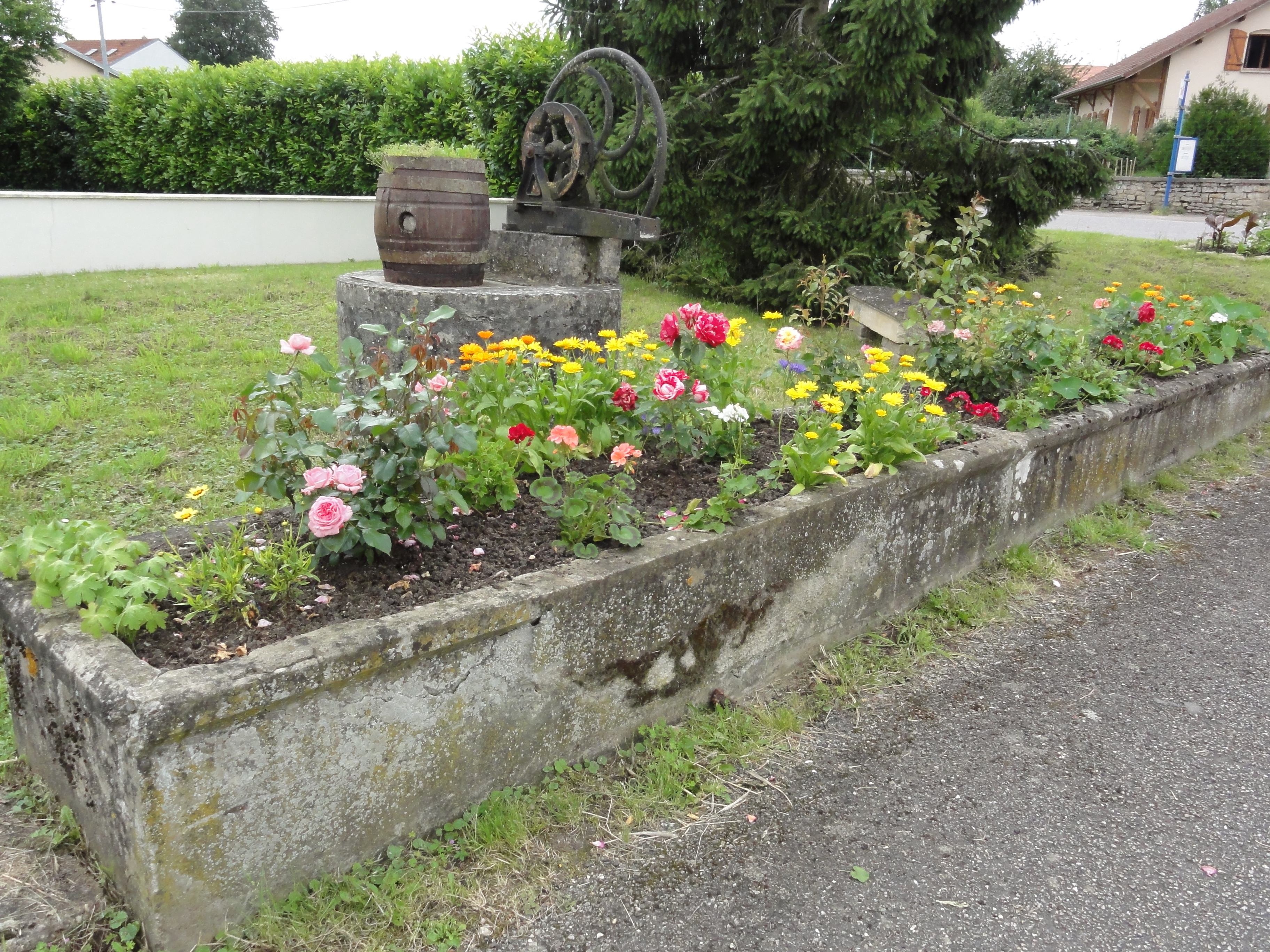
Pompe-fontaine.
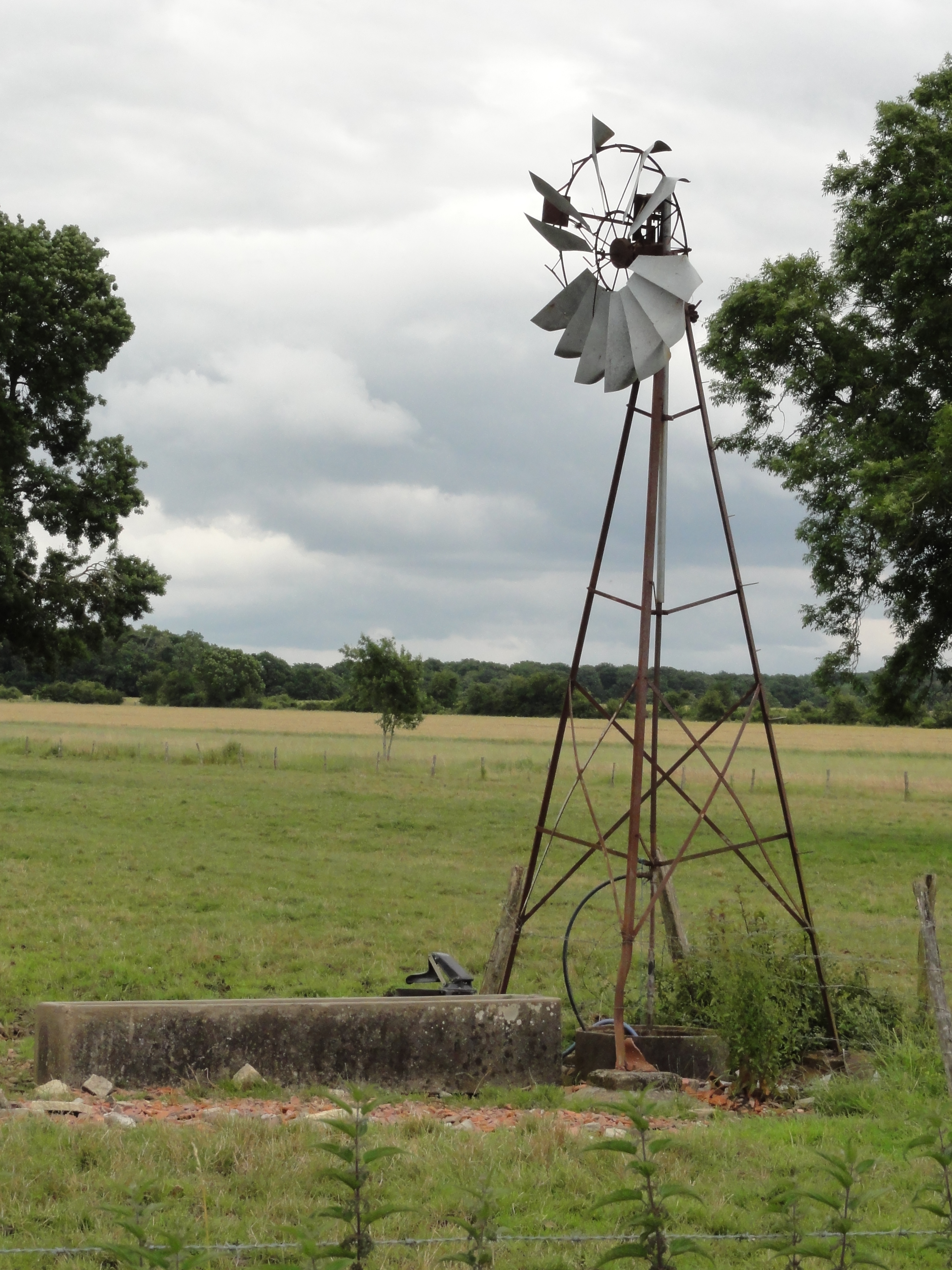
Pompe-éolienne.

### Personnalités liées à la commune
Auguste Velreiter. Des recherches effectuées sur le site mémoire des hommes ont permis d'obtenir les renseignements suivants : il est né à Erbéviller le 8 novembre 1890. il était sergent au 26e régiment d'infanterie. Il est mort le 26 septembre 1914 à Cappy-Dompierre-Becquincourt dans la Somme.

### Héraldique
| Blason de Erbéviller-sur-Amezule | Blason  | D'or à la fasce ondée haussée d'azur, à la herse sarrasine de gueules brochant sur le tout. |
| Blason de Erbéviller-sur-Amezule | Détails | Adopté en 1986.                                                                             |

### Blason populaire
Les habitants étaient surnommés en patois les runès d'Erbèvller : les ruinés d'Erbéviller.